# Tito Haterio Nepote
Tito Haterio Nepote Atinas Probo Publicio Mateniano (en latín: Titus Haterius Nepos Atinas Probus Publicius Matenianus) fue un senador y general romano, que desarrolló su carrera política bajo los imperios de Trajano, Adriano y Antonino Pío. Fue cónsul suffectus en el año 134 como colega de Lucio Roscio Páculo, sucediendo inmediatamente a Lucio Julio Urso Serviano y a Tito Vibio Varo. Según una inscripción encontrada en Fulginia en Umbría, supuestamente su ciudad natal,  recibió una ornamenta triunphalia por una victoria militar no especificada.

## Vida
Para conocer sus orígenes, hay que tener en cuenta que conocemos al caballero romano Tito Haterio Nepote, quien fue praefectus del Egipto romano del año 120 al 124, pero claramente era una persona diferente del senador Nepote.  
La primera inscripción que atestigua al Nepote senador proviene de los registros de la cofradía de los Hermanos Arvales de 118 y 119, sacerdocio que solo estaba abierto a senadores, no équites, y solamente los caballeros podían ser prefectos de Egipto. Por el nombre es posible que el prefecto fuera el padre biológico del senador, pero su grado de parentesco nos es, efectivamente, desconocido. 
Después, el primer cargo conocido fue el gobernador de Arabia Petraea, de rango pretorio,    porque su nombre aparece en dos papiros recuperados de la Cueva de las Letras en el desierto de Judea, fechados el 17 de noviembre de 130 y el 9 de julio de 131. Werner Eck admite la posibilidad de que Nepote reemplazara al anterior gobernador Lucio Aninio Sextio Florentino, quien había fallecido en el cargo después del 2 de diciembre de 127. Una inscripción encontrada en Jerash, dedicada a Nepote mientras era gobernador, se dirige a él como cónsul, lo que implica que era cónsul en ausencia, o cuando aún era gobernador de Arabia.
La inscripción de Fulginiae registra que Nepote había sido admitido en el Colegio de los Pontífices, probablemente después de su consulado. Más tarde, fue nombrado gobernador de Pannonia Superior, lo que está atestiguado por otro diploma militar; Géza Alföldy fecha este mandato desde 137 hasta alrededor de 141.
Aunque su esposa no ha sido identificada, Nepote fue el padre de Tiberio Haterio Saturnino, cónsul sufecto en 164.

## Ornamentos triunfales
Los eruditos anteriores presumieron que Nepote había recibido los ornamentos triunfales por una victoria contra una invasión de alamanes mientras era gobernador de Panonia Superior, y se explicaba porque Lucio Elio César, heredero designado de Adriano antes de su selección de Antonino Pío, había sido estacionado en el Danubio por un año. Sin embargo, en un artículo publicado en 1999, Werner Eck argumentó que la evidencia encajaba mejor si Nepote era visto como uno de los generales romanos victoriosos durante la  durísima represión de la revuelta de Bar Kochba. No está claro si Nepote dirigió una fuerza militar a la provincia rebelde, o si tuvo que combatir a los judíos en Arabia Romana que se rebelaron en simpatía con Bar Kochba; Eck señala que si la revuelta se extendió a la provincia de Nepote, ayudaría a explicar la observación de Dion Casio que "los judíos en todas partes... se reunían y daban pruebas de una gran hostilidad hacia los romanos". El erudito alemán también señala que "la participación directa de Haterio Nepote en la revuelta explica en gran medida la huida de los judíos de Arabia", refiriéndose a los judíos cuyos archivos se encontraron en la Cueva de las Letras.